# Tierp (đô thị)
Đô thị Tierp (tiếng Thụy Điển: Tierp kommun) là một đô thị ở hạt Uppsala của Thụy Điển. Thủ phủ là thị xã Tierp. Dân số thời điểm 31 tháng 12 năm 2000 là 19888 người.